# Dow Chemical
De Dow is een groot Amerikaanse chemiebedrijf. Het maakt vooral plastic voor verpakkingsdoeleinden en voor speciale toepassingen.

## Activiteiten
In 2023 had Dow 98 productievestigingen in 31 landen, waarvan de grootste in Freeport in de Verenigde Staten staan. Verder zijn er productiesites in onder andere Stade, Terneuzen en Tarragona. In 2023 waren er 35.900 medewerkers, waarvan de helft in Noord-Amerika. Op het gebied van Onderzoek & Ontwikkeling waren in 2017 6200 mensen actief, het bedrijf spendeert er ieder jaar zo'n 3% van de omzet aan.
In 2023 werd 37% van de omzet behaald in de Verenigde Staten en Canada en 33% in Europa, Afrika, het Midden-Oosten en India. De overige 30% werd gerealiseerd in Azië en Latijns-Amerika.

## Geschiedenis
Het werd in 1897 opgericht door de Amerikaan Herbert H. Dow, aanvankelijk onder de naam Dow Process Company – het "Dow Process" was een door hem ontwikkeld proces om broom uit pekel te winnen door elektrolyse – die hij twee jaar later zou veranderen in The Dow Chemical Company nadat hij het bedrijf had verplaatst van Cleveland (Ohio) naar Midland (Michigan). Daar is sindsdien ook het hoofdkantoor gevestigd.
Aanvankelijk was Dow vooral actief in de halogeenchemie (broom en chloor en hun verbindingen), maar het bedrijf diversifieerde snel zijn productgamma: gedurende de Eerste Wereldoorlog ging het onder meer synthetisch indigo (verfstof), fenol voor explosieven, en magnesium produceren. Tetraethyllood om de klopvastheid van benzine te verhogen werd samen met General Motors ontwikkeld in 1921. In de jaren 1930 begon het bedrijf met de productie van polymeren (ethylcellulose in 1935 en polystyreen in 1937).
Tijdens de Tweede Wereldoorlog richtte Dow samen met Corning Glass de joint venture Dow Corning op om siliconen te produceren voor militair (en later ook civiel) gebruik. Na de oorlog breidde het bedrijf zijn activiteiten over de hele wereld uit. Toen het in 1999 het in moeilijkheden verkerende Union Carbide overnam, werd Dow Chemical het tweede grootste chemiebedrijf in de wereld, na DuPont.

### Fusie met DuPont
In december 2015 werd bekend dat Dow Chemical en branchegenoot DuPont gaan fuseren. Op 1 september 2017 kwam het fusiebedrijf DowDuPont tot stand. De fusie was de grootste tot dan toe in de chemische industrie en gecombineerd hebben de twee een beurswaarde van 130 miljard dollar. De aandeelhouders van beide bedrijven kregen elk een belang van 50% in de nieuwe combinatie. De onderdelen van de twee bedrijven werden samengevoegd.

### Opsplitsing en creatie Dow Inc.
Het nieuwe conglomeraat werd vervolgens opgesplitst in drie aparte ondernemingen, gericht op landbouw, chemische grondstoffen en speciale chemicaliën. In Dow Inc. zijn de activiteiten met betrekking tot chemische grondstoffen ondergebracht. Op 1 april 2019 ging de nieuwe Dow van start.

## Dow Benelux
Dow Chemical heeft meerdere chemische complexen in Nederland waarvan dat in Terneuzen verreweg het grootste is. Een van de twee vestigingen in Delfzijl (de natriumboorhydridefabriek) werd in 2012 gesloten. De andere vestiging in Delfzijl, een fabriek voor methyleendifenyldi-isocyanaat (MDI) die in 1973 door de Amerikaanse firma Upjohn Chemical was gebouwd en onderdeel werd van Dow Chemical na de overname van Upjohn Chemical, produceert nog steeds MDI, een basisstof voor polyurethaan. Verder was er een polyethyleenfabriek in Tessenderlo, België, die begin 2013 werd gesloten.

## Dow Duitsland
Duitsland speelt een belangrijke rol in de chemische nijverheid en is groot in industriële fabricage. De aanwezigheid is er voor Dow Chemical van belang vanwege de belangrijke bedrijven in de chemie die er gevestigd zijn: BASF, Bayer en Hoechst. In 2007 heeft Dow Chemical de al in 1815 opgerichte chemische fabriek Wolff te Bomlitz, met bijbehorend kantoor te Walsrode, overgenomen van Bayer. Er werd aanvankelijk buskruit en schietpoeder gemaakt, later celluloseproducten.